# مرحبا بكم في نيويورك (أغنية تايلور سويفت)
مرحباً بكم في نيويورك (بالإنجليزية: Welcome to New York) هي أغنية للمغنية الأمريكية تايلور سويفت مِن ألبومها الخامس ١٩٨٩. حيث تُعدّ أول أغنية مِن الألبوم. جرى إطلاق الأغنية للتحميل الرقمي في ٢٠ أكتوبر ٢٠١٤.
تفاوت النقاد في آراءهم عن الأغنية. رأى البعض منهم الكلمات مُبتذلة ومملة في حين وصف البعض الآخر الأغنية بأنها سهلة الحفظ و‘‘نشيد جديد للمساواة’’. تبرعّت سويفت بعائدات مبيعات الأغنية إلى دائرة مدينة نيويورك للتعليم.

## تركيبة الأغنية
أغنية «مرحباً بكم في نيويورك (Welcome to New York)» هي أغنية سينثبوب مِن كتابة وإنتاج تايلور سويفت وريان تيدير. تحدثتْ تايلور سويفت عن انتقالها إلى مدينة نيويورك قائلة ‘‘لقد كنتُ متفائلة جداً ورأيتُ [المدينة] كمكان لاتنتهي فيه الفرص والإمكانيات ويُمكنك أن تلاحظ تأثير ذلك على موسيقى الألبوم وعلى هذه الأغنية تحديداً’’. كما تحدثتْ سويفت عن سبب اختيارها الأغنية كأول أغنية للألبوم قائلة ‘‘لأن نيويورك كانت موقعاً مهماُ في قصة حياتي خلال العامين الماضيين’’.
تُشير إحدى مقاطع الأغنية إلى دعم مجتمع المثليين جنسياً حيث يقول المقطع «يمكنك أن تختار من تختاره/فتيان مع فتيان وفتيات مع فتيات».

## آراء النقاد
تفاوت النقاد في آراءهم عن الأغنية. وصفتْ جين كارلسون مِن غوثاميست الأغنية بأنها ‘‘أسوأ أغنية لمدينة نيويورك على الإطلاق’’ كما وصفتْ جوليان شيبرد الأغنية بأنها ‘‘بليدة’’ كتبتْ إسثر زوكرمان مِن مجلة إنترتاينمت ويكلي أن الأغنية ‘‘تقدّر المدينة لكن بلغة سطحية’’. وصف دانييل أداريو مِن مجلة تايم الأغنية بأنها ‘‘نشيد جديد للمساواة’’. نايت سكوت مِن يو إس توداي أثنى على الأغنية وقال أنها ستُصبح ‘‘النشيد القادم لمدينة نيويورك’’. جايسون ليبشاتز مِن مجلة بيلبورد أعطى الأغنية تقييم ثلاث نجمات مِن أصل خمسة.

## أفراد العمل
- تايلور سويفت ــ صوت رئيسي، كاتبة، منتجة
- ريان تيدير ــ منتج، كاتب، أصوات ثانوية، عزف بيانو.
- سميث كارلسون، إريك أيلاندز، ماثيو تريبا ــ تسجيل.